# Xenopipo
Genre
Xenopipo est un genre d'oiseaux de la famille des Pipridae.

## Liste des espèces
Selon la classification de référence du Congrès ornithologique international (version 7.3, 2017) :
- Xenopipo atronitens Cabanis, 1847 - Manakin noir
- Xenopipo uniformis (Salvin & Godman, 1884)
  - Xenopipo uniformis duidae (Chapman, 1929)
  - Xenopipo uniformis uniformis (Salvin & Godman, 1884)